# أوسكار فوكس
أوسكار فوكس (بالإنجليزية: Oscar Fox)‏ (28 يوليو 1889 في المملكة المتحدة - 1 أكتوبر 1947 في المملكة المتحدة) هو لاعب كرة قدم بريطاني (وحمل سابقاً جنسية المملكة المتحدة لبريطانيا العظمى وأيرلندا) في مركز مهاجم داخلي. لعب مع برادفورد سيتي.